# زایتسوو (باشقیرستان)
زایتسوو (انگلیسی: Zaytsevo, Republic of Bashkortostan) یک شهرک در شهرستان یانائولسکی استان باشقیرستان کشور روسیه است.